# Det politiska spelet

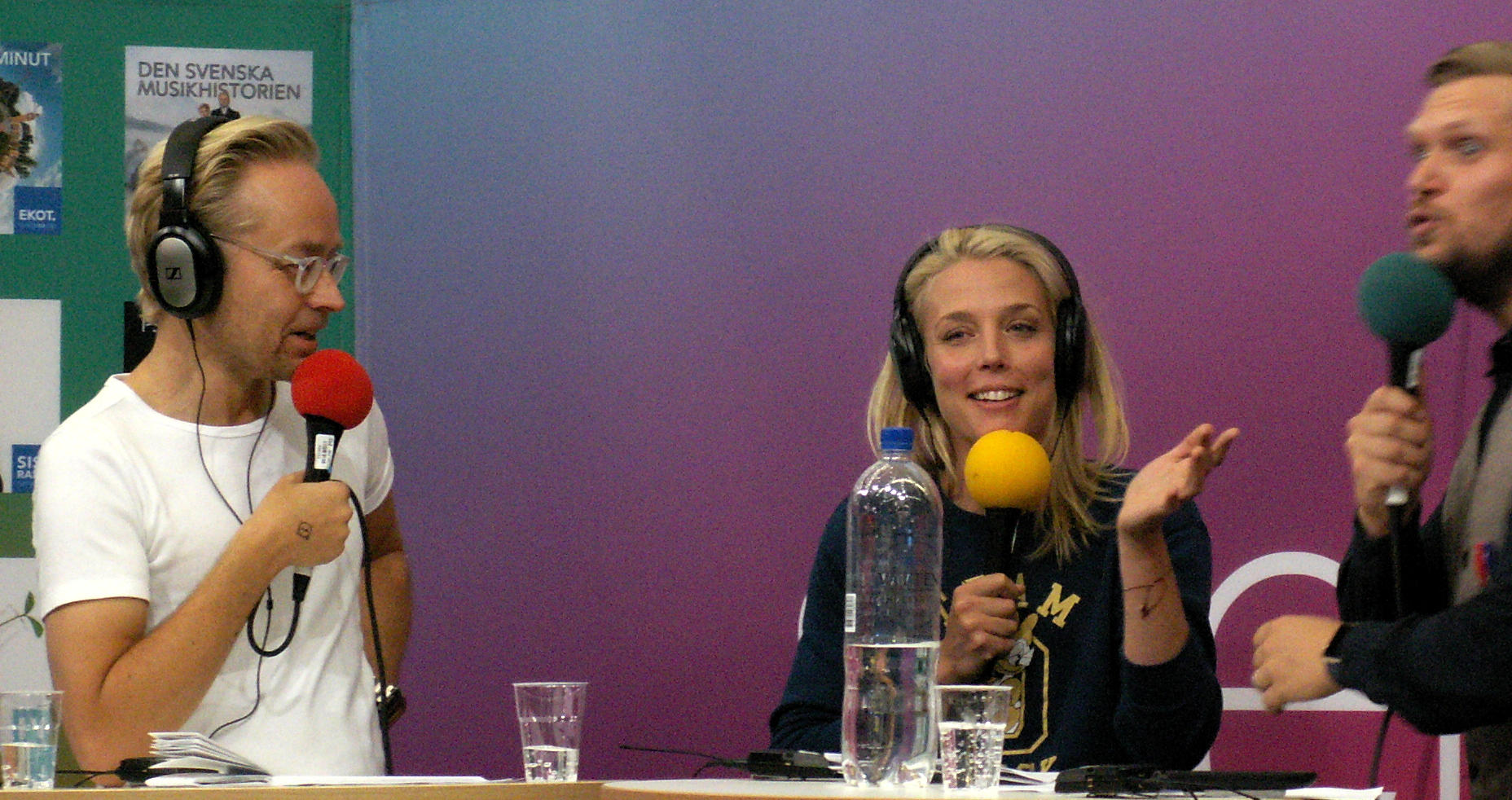
Fredrik Furtenbach, Annie Reuterskiöld och Henrik Torehammar på Bokmässan 2016.

Det politiska spelet är ett poddradioprogram producerat av Sveriges Radio som hade premiär den 24 oktober 2014. Programmet leddes av Henrik Torehammar fram till 4 februari 2021. Efter det har Parisa Höglund tagit över som programledare. Regelbundet medverkande är  Ekots inrikespolitiska kommentatorer Fredrik Furtenbach och Helena Gissén. Ibland medverkar även andra gäster. Producent för programmet är Ekots Therese Rosenvinge.
Programdeltagarna diskuterar i varje avsnitt de inrikespolitiska händelser som präglat den gångna veckan. Det politiska spelets avsnitt publiceras via Sveriges Radios hemsida varje torsdag eftermiddag.
Programmet nominerades till Svenska Podcastpriset 2015 i kategorin Nyheter, samhälle och ekonomi. 2019 tilldelades programledaren Henrik Torehammar Sveriges Radios språkpris för sina insatser i podcasten med motiveringen "En formuleringsfantastisk enfant terrible som reformerar, attraherar och rör om med halsbrytande iakttagelser och oefterlikneliga liknelser".